# Gymnastique artistique aux Jeux olympiques d'été de 2008 - Finale hommes aux barres parallèles
Pour un article plus général, voir Gymnastique artistique aux Jeux olympiques d'été de 2008.
Navigation
Athènes 2004 Londres 2012
Résultats de la compétition de barres parallèles, l'une des huit compétitions pour hommes de la gymnastique artistique lors des compétitions de gymnastique aux Jeux olympiques d'été de 2008 à Pékin.

## Résultats
| Rang                                | Gymnaste          | Pays         | Note juges A | Note juges B | Pénalité | Total  |
| ----------------------------------- | ----------------- | ------------ | ------------ | ------------ | -------- | ------ |
| Médaille d'or, Jeux olympiques      | Li Xiaopeng       | Chine        | 6.900        | 9.550        |          | 16.450 |
| Médaille d'argent, Jeux olympiques  | Yoo Won-Chul      | Corée du Sud | 7.000        | 9.250        |          | 16.250 |
| Médaille de bronze, Jeux olympiques | Anton Fokin       | Ouzbékistan  | 6.800        | 9.400        |          | 16.200 |
| 4                                   | Fabian Hambuechen | Allemagne    | 6.900        | 9.075        |          | 15.975 |
| 5                                   | Mitja Petkovsek   | Slovénie     | 6.800        | 8.925        |          | 15.725 |
| 6                                   | Huang Xu          | Chine        | 7.000        | 8.700        |          | 15.700 |
| 7                                   | Yang Tae-Young    | Corée du Sud | 7.000        | 8.650        |          | 15.650 |
| 8                                   | Nikolay Kryukov   | Russie       | 6.700        | 8.450        |          | 15.150 |